# Roseana Sarney
Roseana Sarney Murad (sinh ngày 1 tháng 6 năm 1953 tại São Luís, Maranhão) là một chính trị gia và nhà xã hội học người Brasil. Bà từng là thống đốc bang Maranhão của Brasil từ năm 2009 đến 2014. Bà là thành viên của Đảng Phong trào Dân chủ Brasil và là con gái của cựu Tổng thống và thượng nghị sĩ Jose Sarney.
Roseana học trung học tại Trung học Marista ở Sao Louis, sau đó tốt nghiệp ngành khoa học xã hội tại Đại học Brasília năm 1976. Cùng năm bà kết hôn với chính trị gia, doanh nhân Jorge Murad Júnior, hai người có một con gái nuôi là Rafaela Sarney.
Roseana đã phục vụ trong một số văn phòng được bầu, bao gồm cả nghị sĩ từ năm 1991 đến 1994, thống đốc Maranhão từ năm 1995 đến 2002 và thượng nghị sĩ từ năm 2003 đến năm 2009. Khi đắc cử thống đốc, nhiều báo chí đã gọi bà là thống đốc nữ đầu tiên của Brasil, tuy nhiên vinh dự này thuộc về một người khác, Iolanda Lima Fleming. Bà đã cân nhắc ra tranh cử tổng thống vào năm 2002, nhưng một vụ bê bối tham nhũng đã khiến bà rút khỏi cuộc đua vào ngày 15 tháng 4 năm 2002. Bà trúng cử nhiệm kỳ lần 2 với 50.08% số phiếu, và có cáo buộc quá trình bầu cử có nhiều gian lận. Bà tuyên bố từ bỏ chính trị năm 2017, nhưng sau đó vẫn tuyên bố tranh cử thống đốc một lần nữa năm 2018 nhưng không trúng cử.